# Velembusi
Velembusi (en serbe cyrillique : Велембуси) est un village du sud du Monténégro, dans la municipalité de Bar.

## Démographie

### Évolution historique de la population
| 1948 | 1953 | 1961 | 1971 | 1981 | 1991 | 2003 |
| ---- | ---- | ---- | ---- | ---- | ---- | ---- |
| 85   | 89   | 117  | 115  | 81   | 605  | 884  |